# Белмонт (Массачусетс)
Белмонт (англ. Belmont) — місто (англ. town) в США, в окрузі Міддлсекс штату Массачусетс. Населення — 27 295 осіб (2020).

## Демографія
Згідно з переписом 2010 року, у місті мешкало 24 729 осіб у 9651 домогосподарстві у складі 6620 родин. Було 10184 помешкання
Расовий склад населення:
| - 83,5 % — білих - 11,1 % — азіатів - 1,8 % — чорних або афроамериканців - 0,1 % — корінних американців |

До двох чи більше рас належало 2,7 %. Частка іспаномовних становила 3,0 % від усіх жителів.
За віковим діапазоном населення розподілялося таким чином: 24,6 % — особи молодші 18 років, 59,6 % — особи у віці 18—64 років, 15,8 % — особи у віці 65 років та старші. Медіана віку мешканця становила 41,5 року. На 100 осіб жіночої статі у місті припадало 88,6 чоловіків; на 100 жінок у віці від 18 років та старших — 84,9 чоловіків також старших 18 років.
Середній дохід на одне домашнє господарство становив 161 016 доларів США (медіана — 118 370), а середній дохід на одну сім'ю — 192 079 доларів (медіана — 148 793). Медіана доходів становила 98 232 долари для чоловіків та 79 414 долари для жінок. За межею бідності перебувало 5,5 % осіб, у тому числі 6,5 % дітей у віці до 18 років та 3,9 % осіб у віці 65 років та старших.
Цивільне працевлаштоване населення становило 13 184 особи. Основні галузі зайнятості: освіта, охорона здоров'я та соціальна допомога — 31,9 %, науковці, спеціалісти, менеджери — 23,4 %, фінанси, страхування та нерухомість — 9,3 %, виробництво — 8,8 %.